# Huntley & Palmers

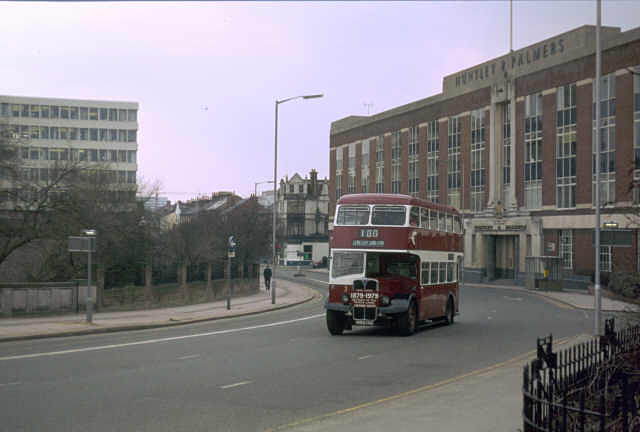
Huntley & Palmers in der Kings Road, Reading 1979

Die Gebrüder Palmers, oben der Gründer George, unten links William Isaac und Samuel Palmers

Keksdosen von Huntley & Palmers, aus einem Werbekatalog von 1903

Huntley & Palmers war ursprünglich ein Hersteller von Backwaren (Biskuit) in England. Die Firma aus Reading in der Grafschaft Berkshire war einstmals eine der größten Keksfabriken der Welt. Sie entstand im Jahr 1822 und produzierte bis 1972 unter diesem Namen und erneut seit 2006 in Sudbury.

## Geschichte
1822 wurde der Backwarenladen J. Huntley & Son an der London Street in Reading eröffnet. 1832 eröffnete Joseph Huntley junior eine Eisenwarenhandlung und Blechdosen-Manufaktur gegenüber dieser Bäckerei. Später hieß sein Unternehmen Huntley, Boorne & Stevens. 
Im Jahr 1841 ging George Palmer eine Geschäftspartnerschaft mit Thomas Huntley, einem entfernten Cousin und Quaker, ein. Das Unternehmen wurde in Huntley & Palmer umbenannt. Ab 1842 waren bereits acht Vertreter damit beschäftigt, im ganzen Land die Kekse von Huntley & Palmer zu verkaufen. 
Palmer hatte ehrgeizige Pläne und wollte in Massenanfertigung Kekse im In- und Ausland verkaufen. Für diesen Zweck kaufte er 1846 eine ehemalige Seidenmanufaktur an der Kings Road in Reading und baute sie zu einer Keksfabrik um. Zu dieser Zeit waren hier 41 Männer und Kinder beschäftigt. Verschiedene Arten von Kuchen und Gebäck wurde in allen Formen und Größen erzeugt und in Paketen, Dosen und Kisten zur Lieferung innerhalb Großbritanniens sowie für den Export nach Indien und den Kolonien verpackt. 1847 wurde eine Niederlassung in London eröffnet, die jedoch 1861 wieder schloss. 
Seine jüngeren Brüder Samuel und William Isaac Palmer begannen ihre Arbeit bei Huntley & Palmers kurz nach dem Umzug in die Fabrik im Jahr 1846. Samuel verwaltete das Londoner Büro, das für den Im- und Export verantwortlich war, und William Isaac beaufsichtigte die Fabrik. Drei Monate nach dem Tod von Thomas Huntley wurden im Juni 1857 Samuel und William Isaac zu Partnern gemacht. Der Name des Unternehmens wurde dementsprechend von Huntley & Palmer zu Huntley & Palmers geändert.
Huntley & Palmers erhielt den Royal Warrant vom britischen König, war Hoflieferant der Könige von Italien, Belgien, Dänemark, der Königin-Regentin von Holland, Siam, des Prince of Wales, und vieler weiterer. Das Unternehmen wurde mehrfach prämiert und gewann bei der Pariser Weltausstellung 1878 den Grand Prix und 1900 zwei Grand Prix.
Heute konzentriert sich das Unternehmen auf die Herstellung von feiner Schokolade.

## Dosen
Huntley & Palmers stellte ausgefallene Keksdosen aus Blech her, die bald als Sammlerobjekte beliebt wurden. Ein ungewöhnliches Modell war die „syrische“ Dose in Form eines arabischen Abstelltisches sowie die Dose „Waverly“, die in Form von gebundenen Büchern gestaltet war.